# Eleodiphaga martini
Eleodiphaga martini là một loài ruồi trong họ Tachinidae.